# Jand
Jand é uma cidade do Paquistão localizada na província de Punjab.